# オリアス

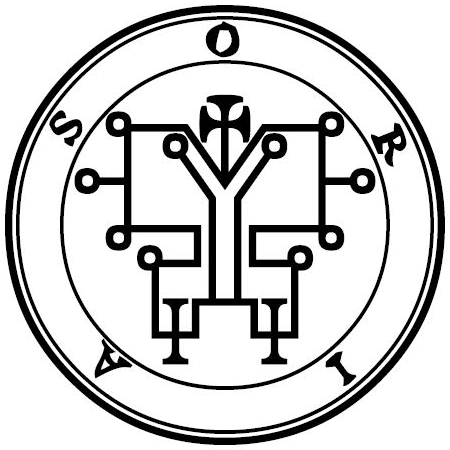
『ゴエティア』に記されたオリアスのシジル

オリアス（Orias）は、悪魔学における悪魔の一人。

## 概要
オリアクス（Oriax）とも呼ばれる。
『ゴエティア』によると、地獄の30軍団を指揮する序列59番の大いなる侯爵である。
強壮な馬に跨り、右手に二匹の大蛇を携えた蛇の尾を持つライオンの姿で現れる。オリアス自身ではなく、馬が蛇の尾を持っているという説もある。惑星の在り処を知り、星の効能を教示するといわれ、占星術と結び付けられることがある。また、人を変身させることも出来る。地位を与え、友人や敵からの好意をもたらす力も持つ。